# Донован, Мэтт (регбист)
Мэттью Донован (англ. Mathew Donovan, родился 20 сентября 1970 года в Максвилле) — австралийский и российский игрок в регбилиг, игравший на позиции фуллбэка, вингера, центра и файв-эйта. Брат игрока в регбилиг Адама Донована.

## Биография
Играл на позиции защитника. Начинал карьеру во Второй группе регбилиг за команду «Максвилль Си Иглз» и выиграл с ней в 1991 году премьер-лигу. В 1992 году играл в Премьер-лиге Нового Южного Уэльса по регбилигу за команду «Голд Кост Сигалз», в 1993 году — за клуб «Пенрит Пантерз». Затем вернулся во Вторую группу регбилиг и стал звездой там.
Донован выступал за клубы «Орара Вэлли Эксмен» и «Коффс Харбор Кометс». В 1997 году с командой из Орара-Вэлли он выиграл в овертайме Премьер-лигу, занеся пять попыток на стадионе Эдвокейт-Парк, а в 2008 году в составе того же клуба выиграл ещё один титул чемпионов под руководством Даррила Фишера. Позже он перешёл в «Коффс Харбор Кометс», выйдя в финал 2010 года и проиграв клубу «Порт Маккуари».
В 2012 году Донован покинул ряды клуба из Коффс-Харбор, уйдя в «Беллинген Вэлли / Дорриго Мэгпайз», хотя ходили слухи, что он завершит карьеру после ухода из «Кометс». Он неоднократно говорил, что завершать карьеру будет в команде из Максвилля. С 2015 года является помощником Гэвина Ханна, президента клуба «Вулгулга Сихорсиз» из Второй группы регбилиг. Неоднократно входил в сборную десятилетия Второй группы, считается одним из пяти лучших игроков за историю её существования.
В активе Мэтта Донована есть выступления за сборную России: он сыграл два матча за сборную на чемпионате мира 2000 года и занёс попытку в матче против Австралии с передачи Роберта Кэмпбелла. По словам комментатора Эндрю Восса, автора книги «Мелочи, которые вы могли не заметить» (англ. Stuff You May Have Missed), Кэмпбеллу и Доновану русская мафия якобы предложила огромные деньги в обмен на согласие сыграть за сборную России на турнире.